# Berchemia lineata
Berchemia lineata är en brakvedsväxtart som först beskrevs av Carl von Linné, och fick sitt nu gällande namn av Dc.. Berchemia lineata ingår i släktet Berchemia och familjen brakvedsväxter. Inga underarter finns listade i Catalogue of Life.